# Cor Vivaldi – Petits Cantors de Catalunya

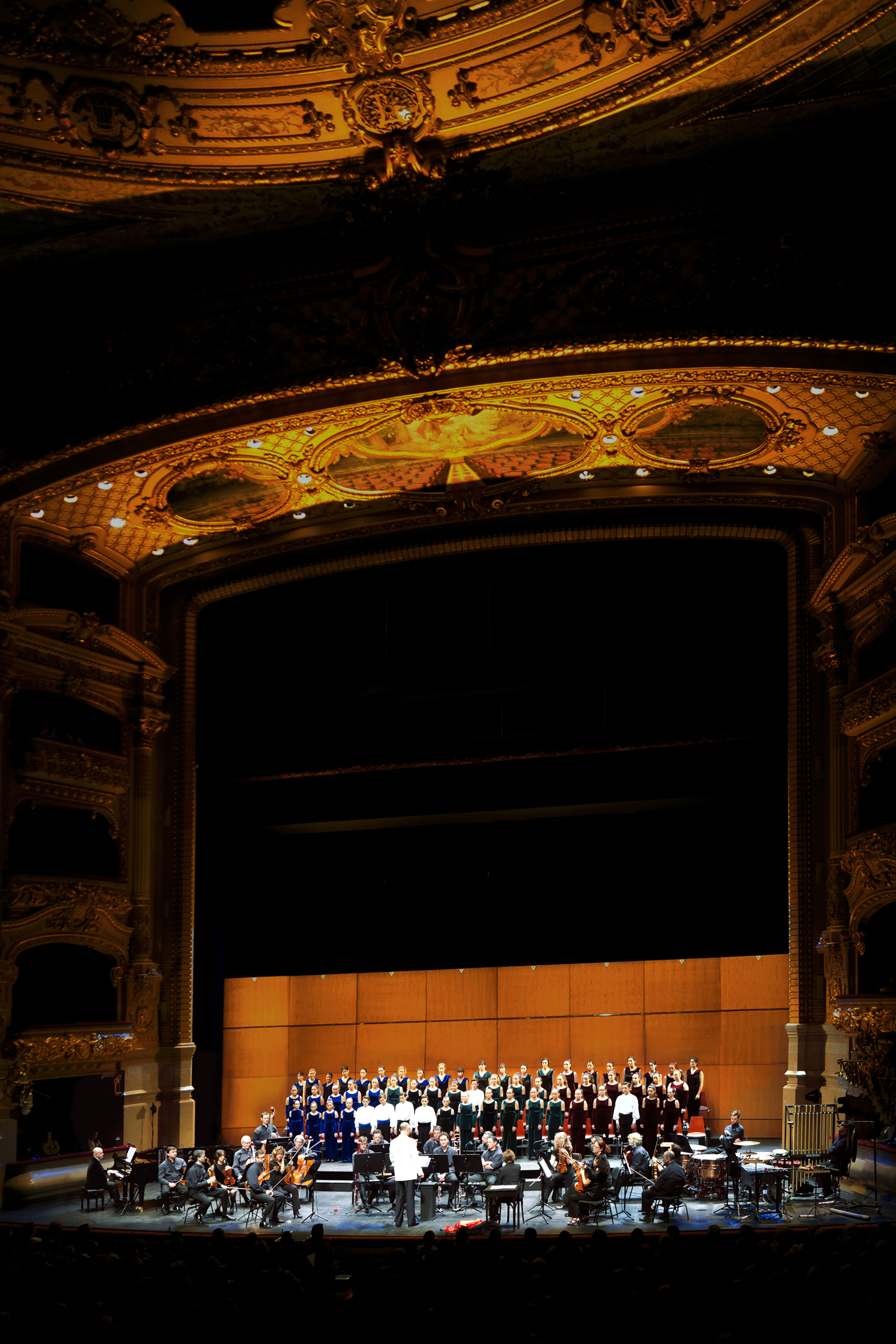
Cor Vivaldi. Pastorets d'Albert Guinovart

El Cor Vivaldi – Petits Cantors de Catalunya fou creat, l'any 1989, a l'Escola IPSI de la ciutat de Barcelona pel pianista i director Òscar Boada. Va rebre la Creu de Sant Jordi el 2013.
Durant els seus més de vint anys d'història, el Cor Vivaldi ha enregistrat nombrosos CD i DVD, ha aconseguit nombrosos premis corals internacionals, i ha actuat a sales de concerts emblemàtiques: l'Auditori de Barcelona, el Palau de la Música Catalana, el Gran Teatre del Liceu, l'Auditorio Nacional, el Teatro Liceo - Salamanca, l'Auditorio Príncipe de Astúrias, Wiener Konzert Haus, Victoria Hall de Ginebra, etc. També interpreta òperes infantils, i col·labora habitualment amb el Gran Teatre del Liceu.
Ha enregistrat, també, les bandes sonores de pel·lícules d'Almodòvar, Aibar, Balagueró i Llompart; i, des del 2004, comissiona compositors del país i de fora per tal d'incrementar el repertori per a veus blanques.
Ha fet gires arreu d'Europa, a l'Argentina i als Estats Units; i, des de l'any 2001, té un cicle propi de concerts, que actualment té la seu a l'Auditori de Barcelona, on presenta repertoris variats.

## Obres i Compositors Comissionats
- Stabat Mater, d'Alberto García Demestres (2004)
- Magnificat, de P. Bacchus (2005)
- Els Pastorets, d'Albert Guinovart i lletra de J. Galceran (2006)
- Missa brevis, de Peter John Bacchus (2008)
- Missa brevis, de Salvador Brotons (2008)
- Missa brevis, d'Albert Guinovart (2008)
- Missa brevis, de Jordi-Lluís Rigol (2008)
- To taksidi tis Elenis, d'Eduard Iniesta (2009)
- Suite de cançons catalanes, de Kirby Shaw (2010)
- Suite de nadales catalanes, de Kirby Shaw (2011)
- Te Deum, d'Albert Guinovart (2014)
- Constel·lacions, de Mariona Vila (2015)

## Producció Operística
El Cor Vivaldi ha participat en les següents produccions d'òpera infantil:
- Tom Sawyer de J.Elkus (1989).
- Chip and his dog de G.C.Menotti (1990) (en la traducció catalana, Quim i el seu gos, d'Òscar Boada).
- La Flor de R.Lamote de Grignon (1990).
- The Golden Vanity de B.Britten (1994 - 2000 - 2011).
- Els cinc dits de la mà d'Alberto García Demestres (2002).
- El mercader de somnis de S. Brotons - Carmen Posadas (2005).
- Des del 2003, col·labora habitualment amb el Gran Teatre del Liceu.
- Durant els anys 2014 i 2015, ha realitzat: Concert de Nadal del Gran Teatre del Liceu, Els Pastorets d'Albert Guinovart i Jordi Galceran. Amb l'Orquestra del Gran Teatre del Liceu i la Narració d'Elisabet Egea. Direcció d'Òscar Boada.